# قصر دير سان فرانسيسكو
قصر دير سان فرانسيسكو (بالإسبانية: Palacio del Convento de San Francisco)‏، قصر غرناطي نصري من العصر الأندلسي في قصر الحمراء في غرناطة بإسبانيا، والذي تم تحويله إلى دير فرنسيسكاني بعد حرب غرناطة. رُمِّم بشكل كبير تحت إشراف ليوبولدو توريس بلباس في عشرينيات القرن الماضي. اليوم هو بمثابة فندق مملوك للدولة.

## التاريخ
القصر هو أحد أقدم القصور النصرية المعروفة التي بُنيت في قصر الحمراء، وربما بُنيت لأول مرة في عهد محمد الثاني (1273-1302) في أواخر القرن الثالث عشر. تعود الزخرفة المحفوظة للقصر إلى حوالي عام 1370 في عهد محمد الخامس، مما يشير إلى أنه ربما تم إعادة تشكيله في ذلك الوقت. بعد غزو إسبانيا المسيحية لغرناطة عام 1492، حول الملوك الكاثوليك (إيزابيلا وفرناندو) القصر إلى دير فرنسيسكان في عام 1494، هُدم معظم القصر واستُبدل بكنيسة ودير جديد انتهى منه عام 1495. عندما توفيت الملكة إيزابيلا في نوفمبر 1503، وفقًا لرغباتها الأخيرة، دفنت في غرفة تعود إلى القرن الرابع عشر داخل الدير والتي تم الحفاظ عليها من القصر السابق. في عام 1512 توسعوا في زخرفة الدير وتوسيع كنيسته. عندما توفي فرديناند في يناير 1516، دُفن هناك أيضًا، بينما كان بناء الكنيسة الملكية الجديدة، وهي كنيسة جنائزية ملحقة بكاتدرائية المدينة الجديدة، مستمرًا. ثم نُقلت جثتي الملكين أخيرًا إلى الكنيسة الملكية المكتملة في 10 نوفمبر 1521. بعد ذلك بعامين، منح تشارلز الخامس عائلة كونتات تندلا (أحفاد إينيغو لوبيز دي ميندوزا إي كوينونيس)، الحكام المعينين لقصر الحمراء ، الحق في أن يُدفنوا في الدير، الذي استضاف مقابر عائلاتهم.